# Махар
Махар (греч. ο Μαχάρης; (в переводе с персидского: Воин); (умер в 65 году до н. э.) — понтийский принц, сын Митридата VI и Лаодики. По воле отца стал правителем Боспорского царства взамен своего брата Митридата после Второй Митридатовой войны в 80 году до н. э.
В 73 году до н. э. Митридат Евпатор проиграл битву при Кизике и обратился к сыну за помощью, которая и была оказана. Но спустя два года Махар предал своего отца и отправил посольство к римскому военачальнику Лукуллу, которое подарило ему золотую корону. В обмен был заключен договор с Римской республикой, и в знак преданности правитель Боспора снабжал римлян при осаде Синопы.
Однако Митридат после поражений от армии Помпея в Колхиде ускоренным маршем направился в Боспор. Махар испугался мести родного отца и в 65 году до н. э. бежал в Херсонес Таврический. Поняв, что он не получит прощения, он покончил жизнь самоубийством. По мнению Диона Кассия, Махара обманули обещаниями сохранить жизнь, и в итоге он был казнён понтийцами..